# Nadežda Vasil'evna Pavlova
Nadežda Vasil'evna Pavlova (in russo Наде́жда Васи́льевна Па́влова?; Čeboksary, 15 maggio 1956) è una coreografa e ballerina russa, di etnia ciuvascia, Artista del popolo dell'Unione Sovietica, che ha ricevuto il Premio Lenin (1977) e numerosi premi internazionali. Attualmente è insegnante e coreografa alla Università Russa di Arti Teatrali (GITIS).

## Biografia
Nata nel 1956, Nadejda Vassilievna Pavlova ha iniziato a ballare all'età di sette anni quando si è unita a un circolo coreografico presso la Casa dei Pionieri di Cheboksary. Nel 1966, la Commissione della Scuola Coreografica di Perm, riconoscendo il suo talento, le ha suggerito di entrare nella scuola Lyudmila Pavlovna Sakharova a Perm.
Nel 1970, Nadia Pavlova ha vinto due premi al Concorso All-Soviet nelle categorie "maestro di balletto" e "ballerino", prima di vincere il Gran Premio nel 1973 al II Concorso Internazionale di Balletto di Mosca.
Insignita dell'onorificenza Artista del popolo dell'Unione Sovietica, nel 1975 ha ricevuto il Premio Komsomol, vincendo altri premi durante la sua carriera.
Attualmente è professoressa presso l'Accademia Russa di Arti Teatrali (GITIS) di Mosca.

## Filmografia
- Assassinio sul treno, regia di George Pollock (1961)
- Il giardino della felicità, regia di George Cukor (1976)
- The Nutcracker di Yelena Macheret (1977)

## Riconoscimenti
- Concorso All-Soviet (1970)
- Gran Premio, Concorso Internazionale di Balletto di Mosca (1973)
- Premio Komsomol (1975)